# XXI Bomber Command
Pour les articles homonymes, voir Bomber Command.

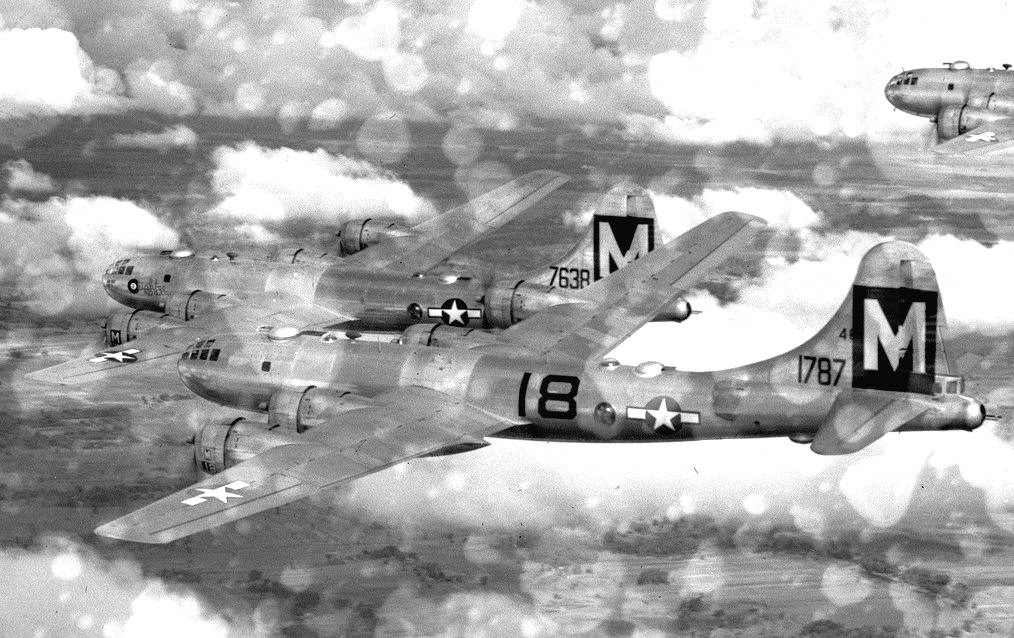
Le 19e groupe de bombardement en 1945.

Le XXI Bomber Command (XXI BC) est l'unité de la Twentieth Air Force destinée aux bombardements stratégiques au cours de la Seconde Guerre mondiale.
Le commandement est établi dans le Kansas (Smoky Hill Air Force Base) le 1er mars 1944 et dirigé par le général Curtis LeMay. Après une période d'organisation et d'assignation de troupes, essentiellement sur avion Boeing B-29 Superfortress, le commandement est transféré dans le Colorado (Peterson Air Force Base), puis dans le centre de l'océan Pacifique (Harmon Air Force Base (en)) à Guam dans les îles Mariannes.

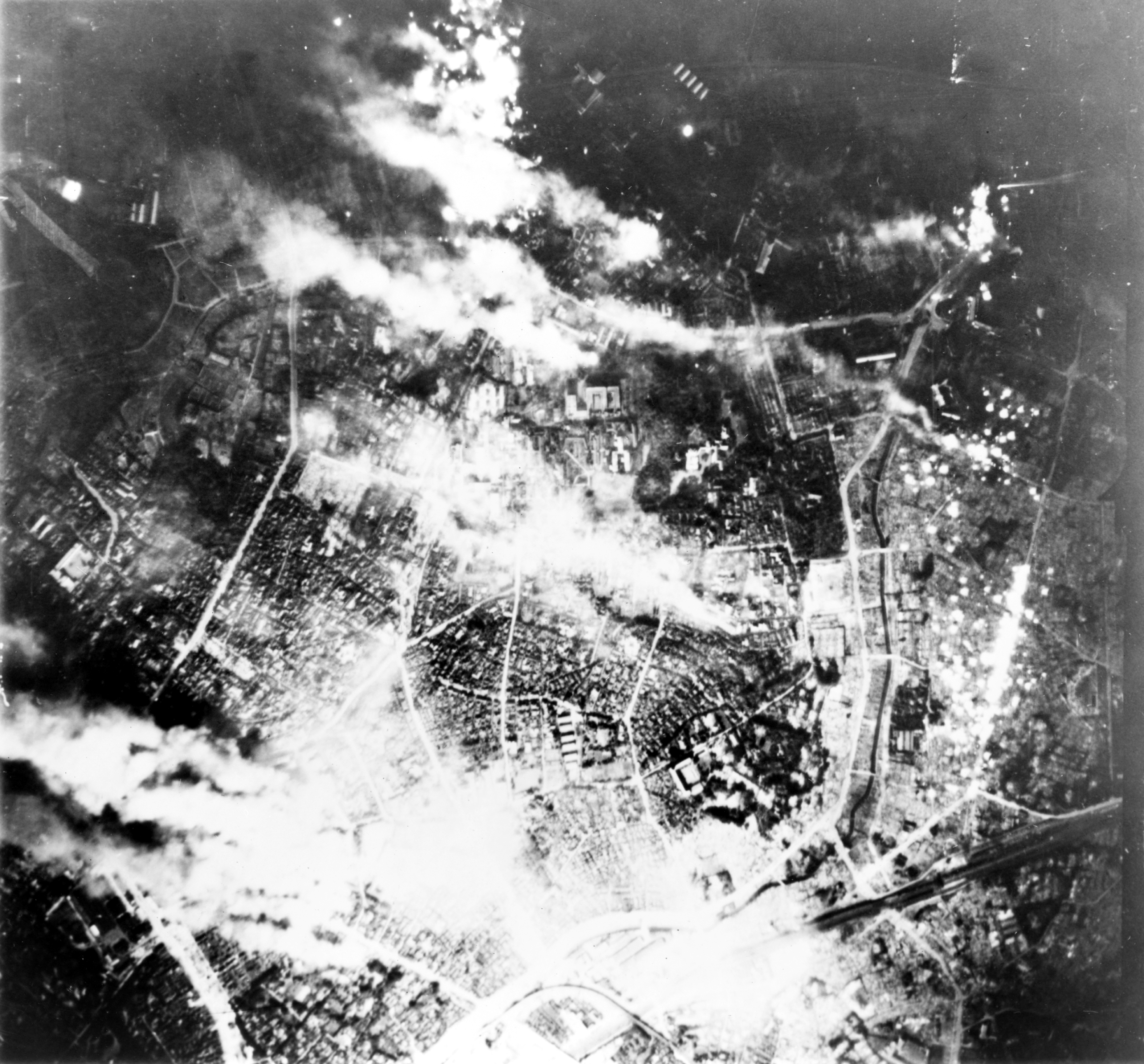
Incendies sur Tokyo déclenchés par des bombardements de B-29.

Les unités qui lui sont affectées participent à des opérations de bombardement à très longue distance, principalement contre le Japon jusqu'à la mi-juillet 1945.